# Grand Prix de la Trinité
Le Grand Prix de la Trinité est une course cycliste française disputée au mois de mai autour de Guéret, chef-lieu du département de la Creuse. Créée en 1918, il s'agit de l'une des plus anciennes épreuves du calendrier amateur français.

## Présentation
Le Grand Prix a auparavant été ouvert aux coureurs professionnels. Il compte à son palmarès des cyclistes réputés comme Raymond Poulidor (1964 et 1968), Cyrille Guimard (1969), Henri Anglade (1967) ou encore Seamus Elliott (1963).

## Palmarès depuis 1945
| Année | Vainqueur            | Deuxième              | Troisième                 |
| ----- | -------------------- | --------------------- | ------------------------- |
| 1945  | Hilaire Beloin       | René Souillat         | Robert Hamedi             |
| 1946  | René Courally        | Soulignac             | Robert Hamedi             |
| 1947  | Raymond Cassier      | René Souillat         | Marcel Maurand            |
| 1948  | Oscar Théron         | Serge Chantome        | Louis Aubrun              |
| 1949  | Paul Giguet          | Gonzalo Martinez      | Pierre Barbotin           |
| 1950  | Guy Allory           | Bernard               | Marino Contarin           |
| 1951  | Antoine Gomez        | Jacques Renaud        | Claude Colette            |
| 1952  | Roger Buchonnet      | Georges Decaux        | Max Cohen                 |
| 1953  | Philippe Agut        | Roger Chupin          | Joseph Amigo              |
| 1954  | Jean Bidet           | Antoine Martinez      | Jacques Anquetil          |
| 1955  | Nicolas Barone       | Claude Colette        | Jean Stablinski           |
| 1956  | Georges Meunier      | André Dufraisse       | René Dufour               |
| 1957  | Valentin Huot        | Marcel Fernandez      | Gérard Gaillot            |
| 1958  | Jean Dacquay         | André Dupré           | Max Cohen                 |
| 1959  | Marcel Queheille     | Albert Dolhats        | Nicolas Barone            |
| 1960  | André Dupré          | Harry Reynolds        | Jean Ricou                |
| 1961  | Joseph Velly         | Robert Ducard         | Claude Colette            |
| 1962  | Pierre Tymen         | André Darrigade       | Michel Dejouhannet        |
| 1963  | Seamus Elliott       | Hubert Fraisseix      | André Geneste             |
| 1964  | Raymond Poulidor     | Guy Epaud             | Jean Cosseron             |
| 1965  | Robert Cazala        | Roger Pingeon         | Jean Milesi               |
| 1966  | Gilbert Bellone      | Hubert Ferrer         | Jean-Claude Moussard      |
| 1967  | Henri Anglade        | Jean-Pierre Ducasse   | Pierre Campagnaro         |
| 1968  | Raymond Poulidor     | Claude Mazeaud        | Christian Raymond         |
| 1969  | Cyrille Guimard      | Francis Ducreux       | Michel Lescure            |
| 1970  | Raymond Riotte       | Barry Hoban           | Bernard Dupuch            |
| 1971  | Christian Bordier    | Gérard Ondet          | Claude Perrotin           |
| 1972  | Jean-Claude Meunier  | Francis Duteil        | Yves Rault                |
| 1973  | Jean Chassang        | Christian Bordier     | Jean-Claude Daunat        |
| 1974  | Jacky Hélion         | Gilbert Giraudon      | Michel Pitard             |
| 1975  | Christian Bordier    | Daniel Ceulemans      | Pierre-Raymond Villemiane |
| 1976  | Claude Aiguesparses  | Francis Duteil        | Yves Bottazzi             |
| 1977  | Daniel Ceulemans     | Jean-Claude Meunier   | Daniel Samy               |
| 1978  | Daniel Ceulemans     | Christian Bordier     | Francis Duteil            |
| 1979  | Michel Dupuytren     | Yves Nicolas          | Jean-Pierre Paranteau     |
| 1980  | Daniel Ceulemans     | Fernand Farges        | Jean Pinault              |
| 1981  | Gérard Simonnot      | Yves Nicolas          | Jean-Pierre Paranteau     |
| 1982  | Jean Pinault         | Daniel Ceulemans      | Jean-Pierre Mitard        |
| 1983  | Dominique Landreau   | Alain De Carvalho     | Jean-Pierre Paranteau     |
| 1984  | Daniel Ceulemans     | Jean-Claude Laskowski | Dominique Lardin          |
| 1985  | Claude Aiguesparses  | Daniel Ceulemans      | Mariano Martinez          |
| 1986  | Dominique Landreau   | Jean-Louis Auditeau   | Alain Cuisinaud           |
| 1987  | Gérard Simonnot      | Philippe Renoux       | Patrick Janin             |
| 1988  | Jean-Claude Lakowski | Éric Fouix            | Philippe Mondory          |
| 1989  | Patrick Senisse      | Alain Ruiz            | Thierry Ferrer            |
| 1990  | Vincent Comby        | Jean-Pierre Duracka   | Éric Fouix                |
| 1991  | Éric Fouix           | Jean-Philippe Duracka | Tomasz Serediuk           |
| 1992  | Pascal Peyramaure    | Didier Aumenier       | Jean-Philippe Duracka     |
| 1993  | Éric Fouix           | Thierry Ferrer        | Pascal Peyramaure         |
| 1994  | Jean-Pierre Duracka  | Jean-Philippe Duracka | Denis Jusseau             |
| 1995  | Gérald Liévin        | Jean-Pierre Duracka   | Nicolas Dubois            |
| 1996  | Michel Commergnat    | Jean-Marie Ballereau  | Yves Beau                 |
| 1997  | Frédéric Laine       | Fabrice Chabenat      | Jean-Marie Ballereau      |
| 1998  | Gérald Marot         | Patrice Peyencet      | Benoît Luminet            |
| 1999  | Franck Champeymont   | Jérôme Ossefat        | Denis Roudier             |
| 2000  | Christian Magimel    | Stéphane Auroux       | Benoît Luminet            |
| 2001  | Gilles Zech          | Julien Mazet          | Jean-Luc Delpech          |
| 2002  | Carl Naibo           | Laurent Gerbaud       | Arnaud Plaisant           |
| 2003  | Gilles Zech          | Alexandre Bizet       | Jean-Luc Masdupuy         |
| 2004  | Yoann Poirier        | Franck Gerbaud        | David Milon               |
| 2005  | Sylvain Georges      | Adrian Cagala         | Alexandre Roger           |
| 2006  | Julien Lamy          | David Barry           | Antoine Beaubrun          |
| 2007  | Noël Gagnant         | Jérôme Mounier        | Jean-Luc Masdupuy         |
| 2008  | Joseph Lemoine       | Sébastien Thomas      | Médéric Clain             |
| 2009  | Yann Moritz          | Romain Bardet         | Sébastien Boire           |
| 2010  | Théo Vimpère         | Benoît Luminet        | Yann Moritz               |
| 2011  | Stéphane Guyot       | David Menut           | Éric Baron                |
| 2012  | Marc Staelen         | Mickaël Larpe         | Marc Flavien              |
| 2013  | David Thély          | Marc Staelen          | Victor Tournerioux        |
| 2014, | David Menut          | Mickaël Guichard      | Loïc Herbreteau           |
| 2015, | Mickaël Larpe        | Boris Orlhac          | Kévin Petiot              |
| 2016, | Pierre Bonnet        | Sylvain Georges       | Sébastien Fournet-Fayard  |
| 2017  | Loïc Forestier       | Julien Buisson        | Kévin Ouvrard             |